# Alpes Grésivaudan Classic
Alpes Grésivaudan Classic ist ein Straßenradrennen im Frauenradsport in Frankreich.
Das Eintagesrennen wurde erstmals im Jahr 2022 ausgetragen und war zunächst in die Kategorie 1.2 eingestuft, seit der zweiten Ausgabe gehört es zur Kategorie 1.1. Die Strecke führt auf einem bergigen Kurs über mehrere Pässe durch das Grésivaudan in den französischen Alpen.
Die Erstaustragung gewann die Französin Évita Muzic, die im darauffolgenden Jahr ihren Erfolg wiederholen konnte.

## Palmarès
| Jahr | Sieger       | Zweiter         | Dritter          |
| ---- | ------------ | --------------- | ---------------- |
| 2022 | Évita Muzic  | Églantine Rayer | Clara Koppenburg |
| 2023 | Évita Muzic  | Urška Pintar    | Morgane Coston   |
| 2024 | Marion Bunel | Évita Muzic     | Julie Bego       |
| 2025 |              |                 |                  |